# Conostylis rogeri
Conostylis rogeri är en enhjärtbladig växtart som beskrevs av Stephen Donald Hopper. Conostylis rogeri ingår i släktet Conostylis och familjen Haemodoraceae. Inga underarter finns listade.